# 小雪街道
小雪街道是中华人民共和国山东省曲阜市下辖的一个街道，在鲁城街道以南，距市区8公里，南邻邹城市。原称小雪镇，面积57平方公里，总人口42530。2010年，由小雪镇改为小雪街道。现辖36个行政村（大雪、小雪北、小雪西、小雪南、前苗营、后苗营、武家、店北头、凫村东、凫村南、凫村北、前宣西、前宣东、后宣西、后宣东、鲁贤东、鲁贤西、白杨店、白杨树、前西庄、后西庄、三合、姜家村、东陈家村、袁家村、小埠南、大埠南、前彭家村、后彭家村、石家村、北兴埠、林家村、阮家村、铁炉、西陈家村、南兴埠）。
小雪街道凫村辖境内有孟母林、武家村有九龙山墓群（汉鲁王墓）。

## 交通
104国道经过境内。